# Genrih Szaulovics Altsuller
Genrih Szaulovics Altsuller, Ге́нрих Сау́лович Альтшу́ллер (Taskent, 1926. október 15. – Petrozavodszk, 1998. szeptember 24.) szovjet orosz mérnök, feltaláló, tudományos-fantasztikus író.

## Élete
Szabadalmi hivatalban dolgozott mint tisztviselő, itt fogott hozzá olyan általános szabályok kidolgozásához, amelyek segíthetik az új, szabadalmaztatható ötletek születését. E szabályok összességeként hozta létre a TRIZ-t (теория решения изобретательских задач, magyarul: a feltalálói feladatok megoldásának elmélete). Sztálin 1950-es, a Szovjetunió Kommunista Pártja tagjai közt végzett tisztogatása alatt bebörtönözték, négy évet töltött munkatáborban a GULAG-on, 1954-ben szabadult, ezután Bakuban telepedett le. 
Az 1970-es évekre komoly mozgalom alakult ki a TRIZ körül a szovjet mérnökök és más szakmájú, de technikával foglalkozó emberek közt, Altsuller a szellemi vezető tisztét töltötte be e mozgalomban. Előadásokat tartott a TRIZ kongresszusain, több cikket és könyvet publikált, kapcsolatban állt a TRIZ több más vezető személyiségével. Ő lett az Orosz TRIZ Egyesület alapító tagja s elnöke. Számos közeli barátja és tanítványa lett a mozgalom híve, akik a Szovjetunióban és külföldön népszerűsítették a TRIZ elméletét. Sokáig az Изобретатель и рационализатор (Feltaláló és Újító) című magazinban publikált cikkeket a TRIZ-ről. 
Az 1990-es évek elején Bakuból, Petrozavodszkba költözött feleségével, Valentyina Zsuravljovával és egy lányunokájával együtt, emiatt a TRIZ szövetség központja e város lett. Parkinson-kór okozta a halálát. 
Tudományos-fantasztikus irodalommal a munkatáborból való szabadulása után kezdett foglalkozni, munkáit Genrih Altov írói álnév alatt jelentette meg (magyarul megjelent írásai némelyikében neve Heinrich Altov alakban is szerepel). Több művét feleségével, a szintén sci-fi szerző Valentyina Zsuravljovával közösen jegyezte. Egy hatalmas fantasztikus enciklopédiát is alkotott, amelybe a fantasztikus irodalomban előforduló ötleteket, helyzeteket gyűjtötte össze, e munkája mindmáig kiadatlan.

## Magyarul megjelent művei (válogatás)
- Meteorok viharában (novella, Meteorok viharában című antológia, Delfin könyvek, 1969)
- Ikarosz és Dedalosz (novella, Galaktika 13., 1975)
- A fantázia vektorai (novella, Galaktika 25., 1977)
- Az elsüllyedt hajó kincse (novella, Galaktika 359., 2020)
- Hősi szimfónia (novella, Metagalaktika 2., 1981)

## Külső hivatkozások
- Honlapja, több munkájával, részletes cikkekkel, orosz nyelven Archiválva 2020. május 10-i dátummal a Wayback Machine-ben

## Fordítás
- Ez a szócikk részben vagy egészben  a   Genrich Altshuller című angol Wikipédia-szócikk ezen változatának fordításán alapul.  Az eredeti cikk szerkesztőit annak laptörténete sorolja fel. Ez a jelzés csupán a megfogalmazás eredetét és a szerzői jogokat jelzi, nem szolgál a cikkben szereplő információk forrásmegjelöléseként.